# 奥山朝恭
奥山朝恭（1858年—1943年），日本江戶人，明治時代的作曲家。

## 生平
他出生于安政5年8月6日生。明治7年他入海軍鼓笛隊，16年任文部省音楽取調掛，使日本傳統音樂五綫譜化。他還曾任兵庫師範、岡山師範的教師，“湊川(みなとがわ)”的作曲家。晩年在岡山市内經營洋食店「浩養軒」。昭和18年4月9日他去世。享年86歳。